# Straffmyndig
Straffmyndig är ett juridiskt begrepp som innebär att en person anses borde vara kapabel att skilja på rätt och fel och därför kan ställas till ansvar för brott. I de flesta länder - inklusive Sverige - kan en person vara straffmyndig utan att vara juridiskt myndig. Begreppet kallas även för straffbarhetsålder.
Straffmyndighetsålder är i Sverige 15 år, men innebär inte att alla som nått den åldern döms lika. Den som är minst 15 men inte 18 år kan inte dömas till fängelse om det inte finns synnerliga skäl för det (grova brott, och även då skall i första hand sluten ungdomsvård väljas), annars ungdomsvård som innebär att man ombes besöka terapeuter med mera. Den som är minst 18 men inte 21 år skall endast dömas till fängelse om det med hänsyn till gärningens straffvärde eller annars finns särskilda skäl för det, och då betydligt kortare straff än fullvuxna. Böter tilldöms dock från 15 år utan strafflindring annat än lägre belopp per dagsböter.
Straffmyndighetsåldern i Finland är 15 år. Personer under 18 år kan få strafflindring på grund av sin ålder eller dömas till ett särskilt ungdomsstraff.
Den som inte uppnått straffmyndighetssålder kan inte lagföras (ställas till ansvar för ett brott) och redovisas inte heller i statistiken över misstänkta personer. Handlingar som hade lett till lagföring om personen varit straffmyndig kan dock leda till vård, i Sverige enligt Socialtjänstlagen eller Lag med särskilda bestämmelser om vård av unga.
De länder som har mycket låg minimiålder dömer inte de yngsta barnen till fängelse, utan kan till exempel tilldöma dem ungdomsvård. Skillnaden mot Sverige blir att det är en rättegång och i högre grad en tvångsåtgärd och ett formellt straff.
Straffmyndighetsåldern varierar ganska mycket mellan länder och baseras på en politisk åsikt om när man anser att unga ska ta ansvar för sina handlingar. Det är svårt att säga objektivt vid vilken ålder man kan förstå vad som är rätt och fel, eftersom det varierar mycket mellan individer. Många vuxna brottslingar anser sig inte ha gjort något fel.

## Straffmyndighetsåldrar i olika länder
- 6 år - North Carolina, USA
- 7 år - Vanligen i USA
- 9 år - Malta
- 10 år - Frankrike, Storbritannien (England, Nordirland och Wales) och Irland
- 12 år - Nederländerna, Belgien, Israel och Storbritannien (Skottland)[4]
- 13 år - Grekland, Polen
- 14 år - Bulgarien, Cypern, Estland, Italien, Lettland, Litauen, Rumänien, Slovakien, Slovenien, Spanien, Tyskland, Ungern och Österrike
- 15 år - Finland, Island, Norge, Sverige, Luxemburg, Tjeckien och Danmark[5]
- 16 år - Portugal